# Liste des sites classés et inscrits du Bas-Rhin
Cet article recense les sites classés et inscrits du Bas-Rhin, en France.

## Listes

### Sites classés
La liste suivante recense les sites classés du Bas-Rhin en 2024.
| Site                                   | Communes     | Date             | Superficie (ha) | Notes | Coordonnées                 | Photo |
| -------------------------------------- | ------------ | ---------------- | --------------- | --- | --------------------------- | ----- |
| Cimetière entourant l'église Dompeter  | Avolsheim    | 16 avril 1934    | 0,23            | Le site inscrit comprend le cimetière, son enceinte, le vieux tilleul de saint Marterne et l'édicule protégeant la source Sainte-Pétronille.                                                                          | 48° 33′ 24″ N, 7° 30′ 20″ E |       |
| Place de l'Hôtel-de-Ville              | Barr         | 5 septembre 1936 | 0,34            | | 48° 24′ 32″ N, 7° 26′ 58″ E |       |
| Église et ancien cimetière             | Belmont      | 14 mars 1938     | 0,04            | | 48° 24′ 34″ N, 7° 14′ 00″ E |       |
| Place de la Hôtel-de-Ville             | Bœrsch       | 20 juillet 1938  | 0,1             | | 48° 28′ 40″ N, 7° 26′ 24″ E |       |
| Site du Graufthal                      | Eschbourg    | 18 novembre 1938 | 0,48            | | 48° 49′ 12″ N, 7° 16′ 47″ E |       |
| Église et cimetière                    | Fouday       | 3 mars 1938      | 0,1             | La partie classée du cimetière comprend les tombes de la famille du pasteur Jean-Frédéric Oberlin. | 48° 25′ 18″ N, 7° 11′ 13″ E |       |
| Domaine Régis Villa                    | Kintzheim    | 1er juin 1978    | 24,05           | Le site comprend les ruines du château de Kintzheim, le château Fabvier, ses jardins et son parc. Le château de Kintzheim est un monument historique classé.                                                          | 48° 15′ 22″ N, 7° 23′ 13″ E |       |
| Abords du château du Haut-Koenigsbourg | Orschwiller  | 9 novembre 1937  | 28,65           | Le site classé comprend une zone de 150 m de largeur autour du château. Ce dernier est un monument historique classé.                                                                                                 | 48° 14′ 58″ N, 7° 20′ 41″ E |       |
| Col de Saverne                         | Saverne      | 22 août 1938     | 17,17           | La partie classée est située au sud de l'ancienne RN4 et comprend une partie de la forêt communale de Saverne, le rocher du Prince Charles et le jardin botanique. La partie au nord de la RN4 forme un site inscrit. | 48° 45′ 06″ N, 7° 20′ 12″ E |       |
| Tilleul de Schœnenbourg                | Schœnenbourg | 13 juillet 1926  | 0               | Le tilleul aurait été planté en 1791 | 48° 56′ 59″ N, 7° 54′ 44″ E |       |
| Terrain de La Rondelle                 | Steinbourg   | 13 juillet 1926  | 9,86            | | 48° 45′ 36″ N, 7° 23′ 46″ E |       |
| Enclos du chemin de Croix              | Still        | 9 mars 1938      | 0,22            | | 48° 33′ 03″ N, 7° 24′ 35″ E |       |
| Allée Oberlin                          | Waldersbach  | 7 mars 1938      | 0,02            | Allée plantée d'arbres, nommée en hommage au pasteur Jean-Frédéric Oberlin. | 48° 25′ 15″ N, 7° 13′ 03″ E |       |
| Église luthérienne (de) et son tilleul | Waldersbach  | 3 mars 1938      | 0,04            | | 48° 24′ 51″ N, 7° 12′ 53″ E |       |

### Sites inscrits

#### Sites actuels
La liste suivante recense les sites inscrits du Bas-Rhin en 2024.

#### Anciens sites
Quatorze sites de Strasbourg, précédemment inscrits, ont été radiés en 2022 et requalifiés en sites patrimoniaux remarquables :
- Ill et ses abords, des ponts couverts au pont Saint-Thomas
- Immeubles entre les places Saint-Pierre et Gutenberg
- Place Gutenberg et ses abords
- Place du Marché-aux-Cochons-de-Lait, rue du Maroquin, place de la Grande-Boucherie et leurs abords
- Place du Marché-Gayot et ses abords
- Place du Marché-Neuf
- Place Saint-Étienne et ses abords
- Plan d'eau de l'Ill, berges, quais Saint-Thomas, Saint-Nicolas, Charles-Frey et maisons en bordure entre les ponts Saint-Thomas et Saint-Nicolas
- Rue du Bain-aux-Plantes, quai de la Bruche et leurs abords
- Rue des Dentelles
- Rue de la Douane, ancienne douane, rue de l'Étal, rue du Vieux-Marché-aux-Poissons et rue de la Division-Leclerc
- Rue Mercière entre la place de la Cathédrale, et la rue du Vieux-Marché-aux-Poissons et la place Gutenberg
- Rue du Vieil-Hôpital entre la place de la Grande-Boucherie et la rue Mercière
- Rue du Vieux-Marché-aux-Poissons